# Hazuki Kimura
Pour les articles homonymes, voir Kimura.
Hazuki Kimura, née le 11 août 2000 dans la préfecture d'Ibaraki (Japon), est une actrice et chanteuse japonaise.
Elle est connue pour ses rôles dans Shokuzai (2012), Akumu-chan (2012) et Akumu Chan the Movie (en) (2014).

## Filmographie

### Au cinéma
- 2012 : Shokuzai de Kiyoshi Kurosawa (agrégation des 5 episodes de la série TV, cf.   ci-dessous) : Emili
- 2014 : Akumu Chan the Movie (en) : Miu Aizawa

### À la télévision
- 2012 : Shokuzai de Kiyoshi Kurosawa (série télévisée) : Emili (personnage central mais disparaissant dès le 1er épisode sur 5)
- 2012 : Akumu-chan (série télévisée) : Aizawa Miu